# Mighty Servant 2
Mighty Servant 2 – półzanurzalny statek transportowy.

## Opis
MS2 został zbudowany w 1983 roku w japońskiej stoczni Oshima Shipbuilding Co., Ltd. dla holenderskiej firmy Wijsmuller Transport, która w 1993 r. połączyła się z Dock Ecpress Shipping - razem utworzyły przedsiębiorstwo transportowe Dockwise Shipping z bazą w Bredzie w Holandii. Większość obiektów przenoszonych przez Mighty Servant 2 stanowiły platformy wiertnicze i ich wyposażenie. Podczas załadunku ogromnych ciężarów statek napełnia zbiorniki balastowe tysiącami ton wody, całkowicie zanurzając dolny pokład. Gdy ładunek wpłynie nad pokład załadunkowy Mighty Servant 2 wypompowuje balast, wynurzając się do pozycji rejsowej.
Według informacji na stronie internetowej firmy "dźwiga najcięższe półzanurzalne jednostki wiertnicze, głębokomorskie platformy samonośne przeznaczone do pracy w ciężkich warunkach oraz duże platformy produkcyjne jak TLP, FPU i statki o zanurzeniu do 14 metrów".

## Historia
Najbardziej spektakularnym przedsięwzięciem jednostki było przeniesienie uszkodzonej w wyniku wybuchu  miny w Zatoce Perskiej fregaty USS "Samuel B. Roberts" (FFG-58) z Dubaju do Newport w stanie Rhode Island w lipcu 1988 r. 125-metrowa jednostka ledwo zmieściła się na pokładzie – trzeba była wykonać otwory na kopułę sonaru i kile. Załadunek nadzorowany przez nurków i podwodne kamery zajął dwanaście godzin. Jedna dziesiąta z dwustu osób załogi transportowanego okrętu pozostała na pokładzie na czas miesięcznej podróży przez 8100 mil.
2 listopada 1999 r. Mighty Servant 2 wywrócił się w pobliżu indonezyjskiej wyspy Singkep podczas podróży z Singapuru do Cabindy, niosąc North Nemba, 8790-tonowy przybrzeżny moduł produkcyjny. Jednostka przewróciła się na burtę na głębokości 35 metrów, na spokojnej wodzie. Późniejsze badania hydrograficzne tego obszaru odkryły nieoznaczony pojedynczy granitowy szpic, leżący dokładnie na kursie statku. Pięciu członków załogi zginęło.

## Pozostałe dane
Minimalne zanurzenie to 4 m, a maksymalne zanurzenia ładunku: 14 m. Na ładunek przeznaczona jest powierzchnia 50 na 150 m wytrzymująca obciążenie od 19 do 40 ton na m². Wielkość ładowni i luku załadunkowego to odpowiednio 50 na 16 na 7,5 m i 31 na 14,6 m. Prędkość maksymalna jednostki wynosi 15 węzłów (rejsowa: 14 węzłów). Autonomiczność statku wynosi 59 dni.